# Rebecca Giddensová
Rebecca Giddensová, rodným jménem Bennettová, (* 19. září 1977 Green Bay, Wisconsin) je bývalá americká vodní slalomářka, kajakářka závodící v kategorii K1.
První medaili na mistrovství světa získala v roce 1999, kdy pomohla vybojovat americkému týmu stříbro v závodě hlídek K1. Roku 2002 se stala mistryní světa v individuálním závodě, v téže disciplíně získala i bronzovou medaili o rok později. Startovala na Letních olympijských hrách 2000 v Sydney, kde skončila sedmá. Na olympiádě v Athénách 2004 získala v závodě K1 stříbro.
Její manžel Eric je rovněž bývalým vodním slalomářem a olympionikem, startoval v Atlantě 1996.